# Rhopobota amphigonia
Rhopobota amphigonia är en fjärilsart som beskrevs av Diakonoff 1968. Rhopobota amphigonia ingår i släktet Rhopobota och familjen vecklare. Inga underarter finns listade i Catalogue of Life.